# Палата (фильм, 2010)
«Пала́та» (англ. The Ward) — фильм ужасов Джона Карпентера по сценарию Майкла и Шона Расмуссен. Главные роли в фильме исполняют Эмбер Хёрд и Даниэль Панабейкер.

## Сюжет
После поджога дома, устроенного юной девушкой Кристен в 1966 году, её помещают в психиатрическую лечебницу. Обследовать потерпевшую поручают доктору Стрингеру, специализирующемуся на методах альтернативной терапии. Помимо Кристен, лечение в клинике проходят ещё четыре девушки. Вскоре в стенах госпиталя начинают происходить необъяснимые и странные вещи. Таинственный призрак блуждающей женщины преследует Кристен, а остальные пациентки начинают исчезать одна за другой.

## В ролях
- Эмбер Хёрд — Кристен
- Лора Ли — Зои
- Мэми Гаммер — Эмили
- Даниэль Панабейкер — Сара
- Линдси Фонсека — Айрис
- Мика Бурем — Элис
- Сидни Суини — молодая Элис
- Джаред Харрис — доктор Стрингер
- Дэн Андерсон — Рой
- Сюзанна Бёрни — сестра Ланд
- Сали Сэйл — Тэмми

## Создание фильма
Это был первый полнометражный кинофильм Джона Карпентера за восемь лет, считая с 2001 года, когда был выпущен его последний, на тот момент, фильм «Призраки Марса».
По словам Карпентера, его привлёк к проекту небольшой масштаб: малобюджетность, маленькая актерская труппа, ограниченность физического пространства. Готовясь к съемкам, он пересмотрел множество фильмов, посвященных психическим болезням и психиатрическим клиникам. Карпентер о работе с актрисами: «В этом фильме практически все главные роли сыграли женщины. Мне было очень приятно работать с ними, их талант и увлеченность проектом добавили в фильм новые краски».
Фильм снимался в Спокане и в действующей Восточной государственной больнице в Медикал-Лейк, штат Вашингтон.

## Релиз
Впервые кадры из фильма были показаны на французском теканале Canal+. Премьера состоялась 13 сентября 2010 года на Международном кинофестивале в Торонто.